# 昇亭北寿
昇亭 北寿（しょうてい ほくじゅ、生没年不詳）とは、江戸時代の浮世絵師。

## 来歴
葛飾北斎の門人。姓は不明、名は一政。昇亭、北寿、保久寿と号す。北斎の初期の門人で両国薬研堀に住んでいたと伝わる。作画期は寛政末期から文政頃にかけてとされ、作の大半は風景画だが風俗画や狂歌本の挿絵、摺物、肉筆画も残している。『武江年表』の享和年間の記事に「北寿浮絵上手」と記されていることから、当時すでに相当の評価を得ていた絵師だったと知られる。北寿の風景画は北斎の洋風表現を受け継いだものといわれており、それを永寿堂、栄久堂などといった版元から多数版行している。
なお『浮世絵師伝』は、北寿の作で「文政七年（1824年）に画きしと思はるゝ肉筆画の掛物」の「清正公之像」に「行年六十二歳」とあることから、北寿の生年は宝暦13年（1763年）であると述べているが、この「清正公之像」の消息については現在不明である。千葉県市原市牛久町の三島神社には、嘉永7年（1854年）及び安政の頃に奉納された絵馬2枚が伝わっており、これらに「昇亭」と「昇亭北寿」の落款があるが、北寿の作画期の下限とされる文政7年頃から三十年も後のものであり、これらを北寿の作とするのは問題がある。

## 作品

### 版本挿絵
- 『白痴聞集』　※感和亭鬼武作
- 『其昔矢口仇浪』　※合巻、十返舎一九作。文化7年（1810年）刊行

### 錦絵
- 「下総銚子浦鰹釣舟之図」　横大判　東京国立博物館所蔵
- 「たうくハん山のづ」（道灌山の図）　横中判　名古屋テレビ放送所蔵　※享和 - 文政
- 「東都品川宿　高輪大木戸」　横大判　※文化頃
- 「東海道川崎宿　六郷川渡之図」　横大判
- 「東都両国之風景」　横大判　ボストン美術館所蔵
- 「東都佃島之景」　同上
- 「東都金龍山浅草寺之図」　同上
- 「江之嶋七里ヶ浜」　同上
- 「東都三園山増上寺図」　同上
- 「東海道富士河真写之図」　同上
- 「東都深川洲崎　徒弁天望海上」　同上
- 「武州千住大橋之景」　同上
- 「東都隅田川　真洌崎之風景」　同上
- 「甲斐国猿橋ノ真写之図」　同上
- 「東都芝愛宕山　遠望品川海」　同上
- 「東叡山麓不忍池　弁財天図」　同上
- 「淡路嶋風景」　同上
- 「東都日本橋風景」　同上
- 「東海道　薩陀峠之図」　同上
- 「東都浅草川山谷堀入口向　牛島之景」　同上
- 「東都芝愛宕山　遠望品川海」　同上
- 「東都御茶之水風景」　同上
- 「上総九十九里地引綱　大漁猟正写之図」　同上
- 「しのはす弁天」　横中判　ボストン美術館所蔵
- 「両こくはしうきゑ」　同上
- 「てつほうず佃島のうきゑ」　同上
- 「江戸名所十景　両国橋涼の風景」　ボストン美術館所蔵

### 肉筆画
- 「傾城の図」　紙本着色　ニューオータニ美術館所蔵
- 「遊女道中」　紙本着色　光記念館所蔵　※「昇亭北壽画」の落款と「弌政之印」の白文方印、「東都　楽々庵自覚道人」の画讃あり。那須ロイヤル美術館（小針コレクション）旧蔵
- 「赤井ろく像」　絹本着色　奈良県立美術館所蔵　※「曻亭北壽画」の落款と「壽南山」の朱文方印、庭訓舎綾人の画賛あり。文化9年（1812年）の作。像主については不明。
- 「茶筅売り図」　紙本淡彩　摘水軒記念文化振興財団所蔵